# Josef Adamecki
Josef Adamecki (* 12. Dezember 1912 in Nieder-Marklowitz; † 26. Mai 1944 im KZ Auschwitz-Birkenau) war ein deutsch-polnischer römisch-katholischer Geistlicher und Märtyrer.

## Leben
Josef Adamecki wuchs in Marklowitz auf, genauer in Nieder-Marklowitz, das heute zu Tschechien gehört, während Ober-Marklowitz 1920 an Polen fiel. Er machte Abitur in Orlau, studierte in Breslau und wurde am 3. Juli 1938 zum Priester geweiht. Er war in der Pfadfinderbewegung aktiv.
Am 7. September 1939 wurde er Kaplan in Jablunkau. Dort nahm ihn die Gestapo am 16. März 1943 wegen „staatsfeindlicher Betätigungen“ (Kontakten zu polnischen Untergrundorganisationen) in Gewahrsam. Er wurde gefoltert und kam über Myslowitz in das KZ Auschwitz-Birkenau, erhielt jedoch keine Lagernummer. Er wurde am 26. Mai 1944 von einem Standgericht der Gestapo zum Tode verurteilt und im Alter von 31 Jahren erschossen.
In der Pfarrkirche von Jablunkau ist eine Gedenktafel für ihn angebracht. Sein Name steht ferner auf einer Gedenktafel in der  Feldkathedrale der Polnischen Armee in Warschau.

## Gedenken
Die Römisch-katholische Kirche in Deutschland hat Josef Adamecki als Märtyrer aus der Zeit des Nationalsozialismus in das deutsche Martyrologium des 20. Jahrhunderts aufgenommen.